# 1901 (canción)
«1901» es una canción de la banda francesa de rock alternativo Phoenix incluida en su cuarto álbum de estudio, Wolfgang Amadeus Phoenix. Fue lanzado el 23 de febrero de 2009 como primer sencillo del álbum, originalmente como descarga gratuita desde el sitio web oficial de la banda, pero fue publicado como promocional debido a la popularidad de la canción. La canción obtuvo la primera ubicación del Alternative Songs y llegó al número 84 del Billboard Hot 100 de los Estados Unidos. En mayo de aquel año, se estrenó el vídeo musical de la canción dirigido por Dylan Byrne (Dazed Digital) y Ben Strebel (Bogstandard). Su título refiere, en particular al París de principios de siglo, según explicó el cantante de la banda, Thomas Mars.

## En la cultura popular
Phoenix interpretó la canción en programas televisivos como The Tonight Show with Conan O'Brien, Late Show with David Letterman, Saturday Night Live, y It's On with Alexa Chung de MTV. La canción también apareció en episodios de Gossip Girl, Melrose Place, The Vampire Diaries y Hellcats, el tráiler de la película New York, I Love You, Los comerciales de televisión para PlayStation y el 2010 Cadillac SRX, y aparece en la banda sonora del videojuego NHL 2K10. La canción fue incluido en el videojuego Rock Band el 19 de enero de 2010, junto con "Lisztomania". Fue lanzado como parte de un pack de canciones de Phoenix para Guitar Hero 5, el 8 de abril de 2010. Al parecer, en la banda sonora de Test Drive Unlimited 2. La canción también se ofrece como la música por defecto para la plantilla "Modern" en la versión iOS de iMovie. La canción también aparece en la banda sonora de NBA 2K13. También aparece en la banda sonora de "Forza Horizon". El sample de la canción también fue utilizada para la pista "Triple Double" del quinto álbum de estudio de Girl Talk, All Day. En 2012, una versión folk fue interpretada por la cantante británica Birdy.

## Lista de canciones
Promo CD sencillo
1. «1901» (Mars) – 3:13

## Posicionamiento en listas y certificaciones
| Listas (2009–2011)                 | Mejor posición |
| ---------------------------------- | -------------- |
| Canadá (Hot 100)                   | 73             |
| Estados Unidos (Billboard Hot 100) | 84             |
| Estados Unidos (Alternative Songs) | 1              |
| Estados Unidos (Rock Songs)        | 3              |
| Estados Unidos (Adult Pop Songs)   | 34             |

| País           | Organismo certificador | Certificación    | Ref.   |
| -------------- | ---------------------- | ---------------- | ------ |
| Estados Unidos | RIAA                   | Disco de Platino | [ 12 ] |

### Sucesión en listas
| Anterior: «Kings and Queens» de 30 Seconds to Mars | Alternative Songs — Sencillo Nro 1 20 de febrero de 2009 — 6 de marzo de 2009 | Siguiente: «Back Against the Wall» de Cage the Elephant |